# Фл
Паровоз Фл (системы Фламма. Встречается также написание серии Фл или Ф) — серия грузовых паровозов типа 1-5-0, выпускавшихся на бельгийских заводах Фламма и поставляемых на российские железные дороги в годы Первой мировой войны.

## История
В связи с началом Первой мировой войны, на российских железных дорогах требовалось значительное увеличение грузооборота, ведь к народнохозяйственным перевозкам добавились и военными. Возникла острая необходимость в паровозах с пятью движущими осями, особенно типа 1-5-0. Однако российские паровозостроительные заводы в то время были загружены выпуском серии Щ и поэтому не могли быстро перейти на производство нужных паровозов. Тогда было решено заказать паровозы на зарубежных заводах. В 1915 году американским заводам был передан заказ на постройку нескольких сотен паровозов типа 1-5-0 (см. паровоз Е). В то же время некоторые конструкторы обратили внимание на опыт бельгийских железных дорог, где достаточно успешно эксплуатировались паровозы типа 1-5-0 с 4-х цилиндровой паровой машиной. Было решено заказать для российских железных дорог 80 таких паровозов. В том же году между правительством Бельгии и Управлением русских железных дорог была достигнута эта договорённость. В том же году первый паровоз системы Фламма прибыл в Александровские мастерские Николаевской железной дороги для переделки с колеи 1435 мм на колею 1524 мм (эти мастерские и в дальнейшем выполняли эти работы), а 24 декабря паровоз поступил на Екатерининскую железную дорогу.